# Channing of the Northwest

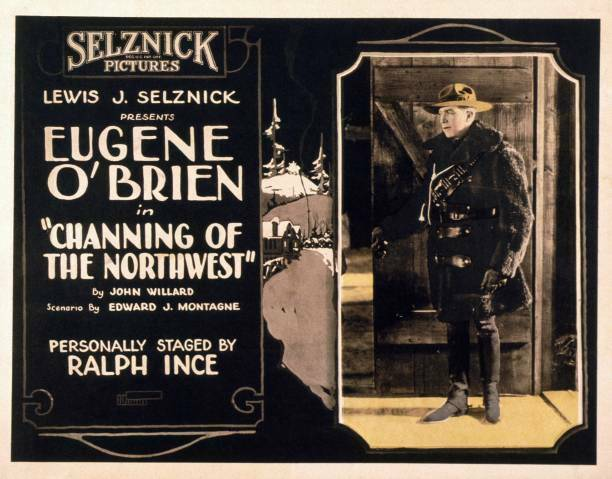
Affiche du film.

Channing of the Northwest est un film américain réalisé par Ralph Ince, sorti en 1922.

## Synopsis
Channing, membre de la police montée du Northwest et connu de ses amis comme "the Duke", est envoyé en mission dans une ville pour surveiller un gang de hors la loi qui ont traversé la frontière des États-Unis et sont suspectés d'avoir tué un policier de la police montée du Northwest. 

## Fiche technique
- Réalisation : Ralph Ince
- Scénario : Edward J. Montagne, John Willard
- Producteur : Lewis J. Selznick
- Photographie : John W. Brown
- Production : Selznick Pictures Corporation
- Distributeur : Select Pictures
- Durée : 5 bobines
- Date de sortie : 20 avril 1922

## Distribution
- Eugene O'Brien : Channing
- Gladden James : Jim Franey
- Norma Shearer : Jess Driscoll
- James Seeley : Tom Driscoll
- Pat Hartigan : Sport McCool
- Nita Naldi : Cicily Varden
- Harry Lee : McCool's man
- Jack W. Johnston : Buddy
- C. Coulter : oncle de Channing